# St. Pankratius (Hoinkhausen)

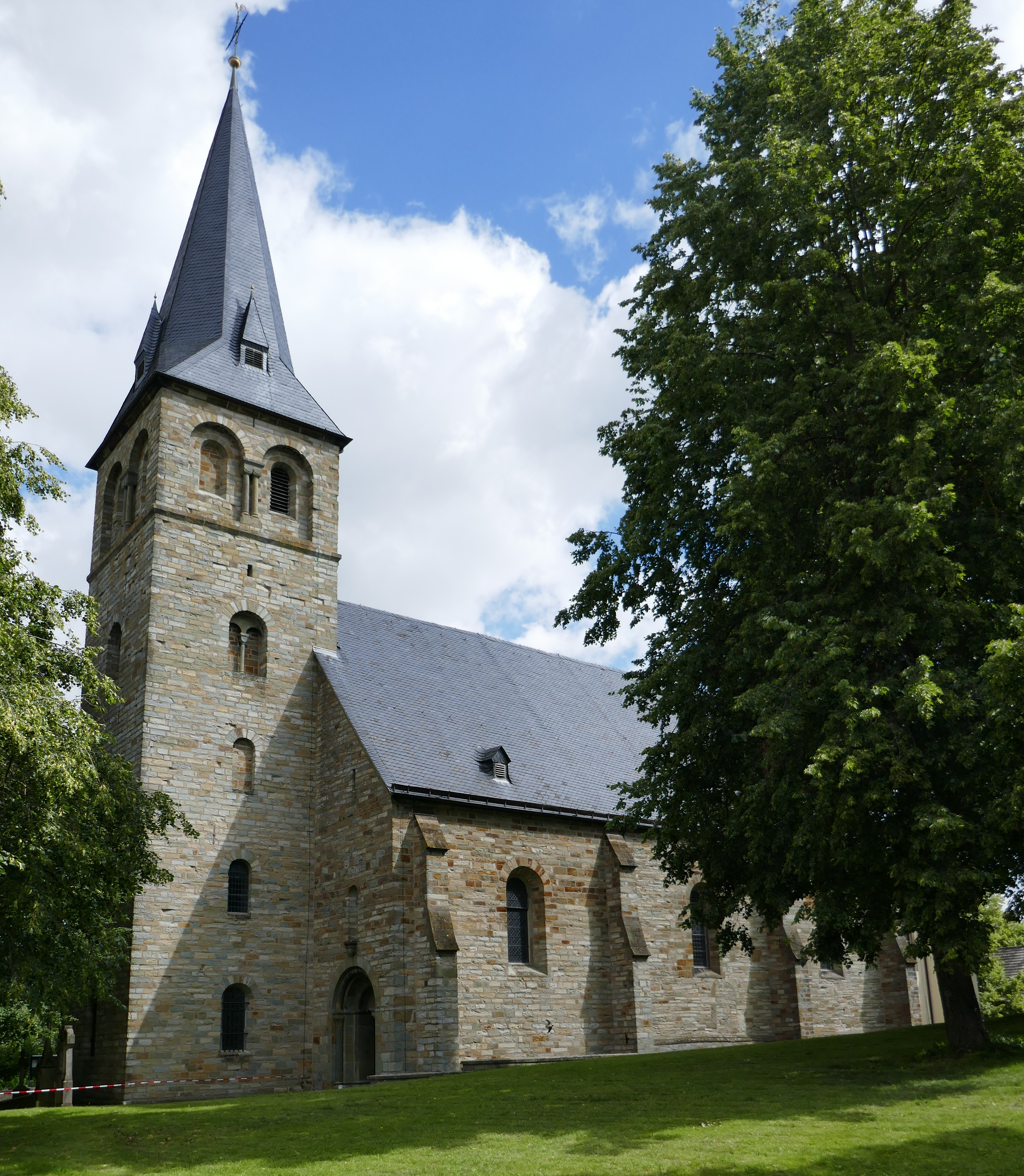
Pfarrkirche St. Pankratius

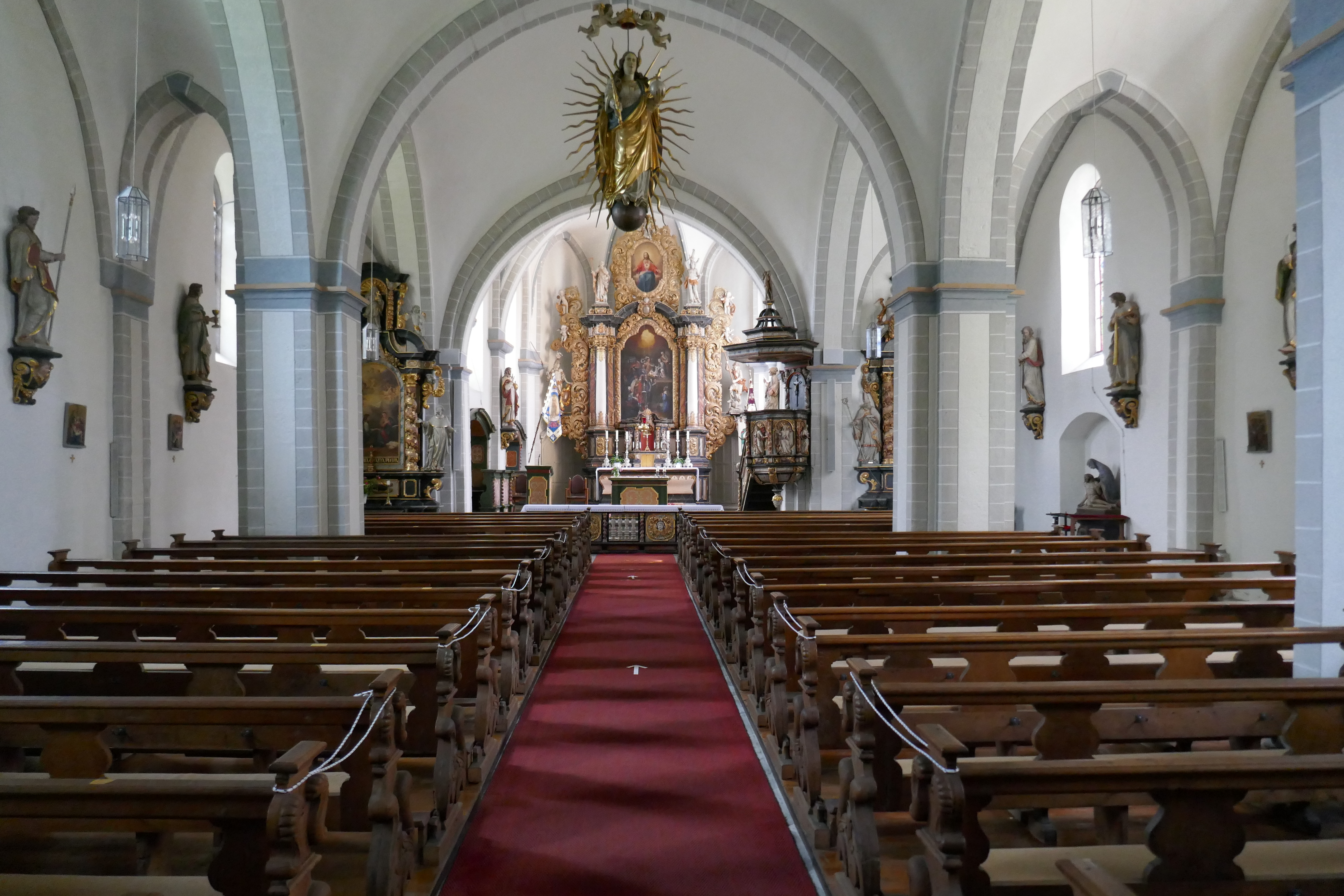
Innenansicht

Die katholische Pfarrkirche St. Pankratius ist ein denkmalgeschütztes Kirchengebäude in Hoinkhausen, einem Stadtteil von Rüthen im Kreis Soest (Nordrhein-Westfalen). Die Kirche steht im Ortskern inmitten eines ummauerten Friedhofes. Die Gemeinde gehört zum Pastoralverbund Rüthen im Erzbistum Paderborn.

## Geschichte und Architektur
Die dreijochige, in den beiden östlichen Jochen romanische Hallenkirche wurde in der Mitte des 13. Jahrhunderts aus hammerrechtem Bruchstein errichtet. Von dem barocken Chor im 5/8 Schluss geht es in einen Gruftraum von 1718 für den Hildesheimer Kanoniker Rhaban Christoph von Hörde auf Ehringerfeld; gleichzeitig wurde die Sakristei angefügt. Auf den Stifter weist eine Umschrift im Schlussstein des Chorgewölbes hin, die übersetzt wie folgt lautet: Der verehrungswürdige, hochangesehene Herr, Herr Raban Christoph, Freiherr von Hörde, Kanoniker der Kathedrale zu Hildesheim, Droste zu Wiedelage hat diese Kirche aus eigenen Mitteln restauriert. Nach dem Abbruch des romanischen Turmes im Jahr 1860, wurden ein neuer Turm mit Knickhelm und ein neuromanisches Westjoch gebaut. Im Inneren ruhen kuppelige Gewölbe zwischen breiten, spitzbogigen Gurt- und Scheidbögen auf Kreuzpfeilern. In die schmalen Seitenschiffe wurden spitze Quertonnengewölbe eingezogen. Im Chor ruht ein Kreuzrippengewölbe auf Wandvorlagen mit Kämpfern.

## Ausstattung

### Orgel
Die Orgel geht zurück auf ein Instrument eines unbekannten Orgelbauers aus dem Jahre 1660, das vermutlich 10 Register auf einem Manual hatte. 1746–1747 wurde dieses Instrument von dem Orgelbauer Johann Patroclus Möller umgebaut und um ein Manualwerk erweitert. Es hatte nun 19 Register und ein angehängtes Pedal. Im 19. Jahrhundert wurde die Disposition erweitert und auch ein kleines selbständiges Pedalwerk hinzugefügt, die Orgel hatte dann 28 Register. Erst 1935 wurde ein elektrisches Gebläse hinzugefügt. Nachhaltig verändert wurde das Instrument 1956, als das Positiv vom Hauptgehäuse getrennt und die Spielanlage in das Untergehäuse integriert wurde. Die Orgel hat heute 33 Register auf zwei Manualen und Pedal. Die Trakturen sind mechanisch.
| I Hauptwerk C–f3 |       |
| Bordun           | 16′   |
| Prinzipal        | 8′    |
| Quintade         | 8′    |
| Hohlflöte        | 8′    |
| Octav            | 4′    |
| Rohrflöte        | 4′    |
| Quinte           | 2 ⁄3′ |
| Octav            | 2′    |
| Waldflöte        | 2′    |
| Sesquialtera II  | 2 ⁄3′ |
| Mixtur III       |       |
| Zimbel IV        |       |
| Fagott           | 16′   |
| Trompete         | 8′    |
| Tremulant        |       |

| II Rückpositiv C–f3 |       |
| Gedackt             | 8′    |
| Prinzipal           | 4′    |
| Gedackt             | 4′    |
| Sesquialtera II     |       |
| Octav               | 2′    |
| Quintflöte          | 1 ⁄3′ |
| Sifflöte            | 1′    |
| Scharff IV          | 1′    |
| Rankett             | 16′   |
| Schalmey            | 8′    |
| Tremulant           |       |

| Pedal C–f1 |     |
| Subbaß     | 16′ |
| Prinzipal  | 8′  |
| Gedackt    | 8′  |
| Octav      | 4′  |
| Nachthorn  | 2′  |
| Gemsflöte  | 1′  |
| Mixtur VI  |     |
| Posaune    | 16′ |
| Trompete   | 4′  |

- Koppeln: II/I, I/P, II/P

### Hochaltar
Der Hochaltar wirkt wie eine übergroße Monstranz, er ragt bis in das Gewölbe hinauf. Die fast streng wirkende Säulenarchitektur wird durch üppige goldene Akanthusblätter betont. Der Prunk ist eigentlich typisch für den  böhmischen Barock, in seiner Art ist der Akanthusaltar in Westfalen einmalig. Das himmelsführende Bild über dem Gebälk ist von Wogen von Akanthusblättern umrahmt. Das ursprüngliche Bild ist nicht erhalten, derzeit befindet sich im Auszug ein um 1900 entstandenes, in seiner Wirkung plumpes, Herz-Jesu-Bild. Das Gemälde wirkt in dem Rahmen stilfremd. Das Hauptgemälde in der Hauptzone ist original erhalten, es zeigt Die Anbetung des neugeborenen Jesuskindes durch die Hirten. Das Bild ist durch weiße Säulen aus Alabaster abgegrenzt. Der Maler des Bildes ist nicht bekannt, er lehnte sich an die zeitgenössische flämische Malerei der Rubensschule an. In den äußeren Akanthuswolken umschweben kleine Putten die Szenerie. Auf jeder Seite stehen auf dem Gesims und auf Postamenten Skulpturen. Dargestellt wird der schwertschwingende Pankratius. Auf seinem Schild befindet sich ein Chronogramm mit der Jahreszahl 1729. Eine andere Skulptur zeigt den Georg, wie er mit dem Drachen kämpft, er trägt einen mit Federn geschmückten Helm und eine lange Lanze. Weiterhin sind der Sebastian als Märtyrer und Antonius Einsiedler zu sehen. Antonius trägt einen langen Abtstab und wird von einem Schwein begleitet. In Westfalen hat sich deswegen der Beiname Fickeltünnes eingebürgert. Der Hochaltar wurde 1732 von einem Meister Heinrichen Becker aus Fredeburg illuminiert. Notwendige ergänzende Arbeiten an der Fassung holte 1735 der Maler Johann Kriegsmann aus Paderborn nach. Die Türen des Tabernakels sind schlicht und schmucklos gehalten. Die Nische darüber ist für die Aussetzung der Monstranz bestimmt. Sie wird von gedrehten Säulen, die reich mit Fruchtgehängen geschmückt sind, flankiert. Daneben stehen zwei geschnitzte Figuren. In einem Wolkenkranz über der Nische ist die Halbfigur Gottvaters mit ausgebreiteten Armen zu sehen.

### Seitenaltäre
- Die Seitenaltäre sind in schwarz marmorierter Ädikula-Architektur gehalten, sie stehen vor dem Chorraum. Das Altarblatt wird jeweils von gedrehten, mit Weinranken verzierten, Säulen gerahmt. Die Säulen nehmen die Formen derer am Tabernakel auf. Eine kleine Ädikula mit Nische in der oberen Zone des Altares wird von Putten und wuchtigen Blumengirlanden geschmückt. An den Seiten des rechten Altaren stehen Figuren des Nikolaus und der Agatha, das Altarbild zeigt die Anbetung der Könige. Der Altar wird in einem Chronogramm in der Predella mit 1721 bezeichnet. Der linke Seitenaltar wird auch als Marienaltar bezeichnet. Er wird von den Figuren der Heiligen Bernhard von Clairvaux und Aloisius flankiert, in der Ädikula steht eine Figur der Muttergottes. Sie ist als Königin mit Zepter Krone und Reichsapfel, allerdings ohne Kind, dargestellt. Das Altarblatt wurde im 19. Jahrhundert gemalt, es zeigt die Verkündigung der Maria.[6]
- Das Chorgestühl wirkt repräsentativ, es ist auf beiden Seiten unterschiedlich ausgeführt. Eine Seite war für die Grafen von Kaunitz-Rietberg, die andere für die Herren von Hörde bestimmt. Das Gestühl füllt die Seiten des Altarraumes. Es wurde um 1750 von Christian Jungbluth aus Schmallenberg gefasst.[7]

### Sonstige Ausstattung
- Das Fragment eines romanischen Taufsteins mit Figurenresten ist vom 13. Jahrhundert.
- An den Wänden des Kirchenschiffes stehen gefasste Apostelfiguren aus der Zeit um 1700, es ist nicht überliefert, aus welcher Hand sie stammen.[7]
- Die Sedilien der Herren von Hörde und der Grafen von Kaunitz.
- Flankierend zum Altar stehen die Figuren der Kirchenpatrone Pankratius und Georg. Heinrich Becker legte 1732 die Fassung frei.
- Die Kanzel wird an der Vorderwand von getreppten Kassetten gegliedert, in denen Relieffiguren der Evangelisten mit ihren jeweiligen Attributen stehen. Die Brüstung und die Rückwand sind mit Puttenköpfen und Akanthusornamenten verziert; die Gliederung tritt rhythmisch hervor.[8]
- Die Kanzel und die Seitenaltäre stammen wohl aus einer Werkstatt, der südliche Seitenaltar ist mit 1721 bezeichnet[9]
- Über dem vermauerten Eingang an der Nordseite ist ein spätromanisches Tympanon angebracht, es zeigt drei christliche Szenen.[10]
- Die Wangen der Bankreihen im Schiff sind im frühbarocken Paderborner Knorpelstil geschnitzt.[3]
- Der Turm trägt vier Bronzeglocken. Die drei großen Glocken (cis′, e′ und fis′) wurden 1946 bei Junker in Brilon zu einer vorhandenen a′-Glocke hinzugegossen.

## Historisches Pfarrhaus
Zur Gemeinde gehört das historische Pfarrhaus, es wurde 1680 auf Betreiben des Pastor Rabanus Berghoff gebaut. Zurzeit wird es von der katholischen Landjugend im Erzbistum Paderborn genutzt.